# Thyridolepis xerophila
Thyridolepis xerophila är en gräsart som först beskrevs av Karel Domin, och fick sitt nu gällande namn av Stanley Thatcher Blake. Thyridolepis xerophila ingår i släktet Thyridolepis och familjen gräs. Inga underarter finns listade i Catalogue of Life.